# Friedrich Winterhager

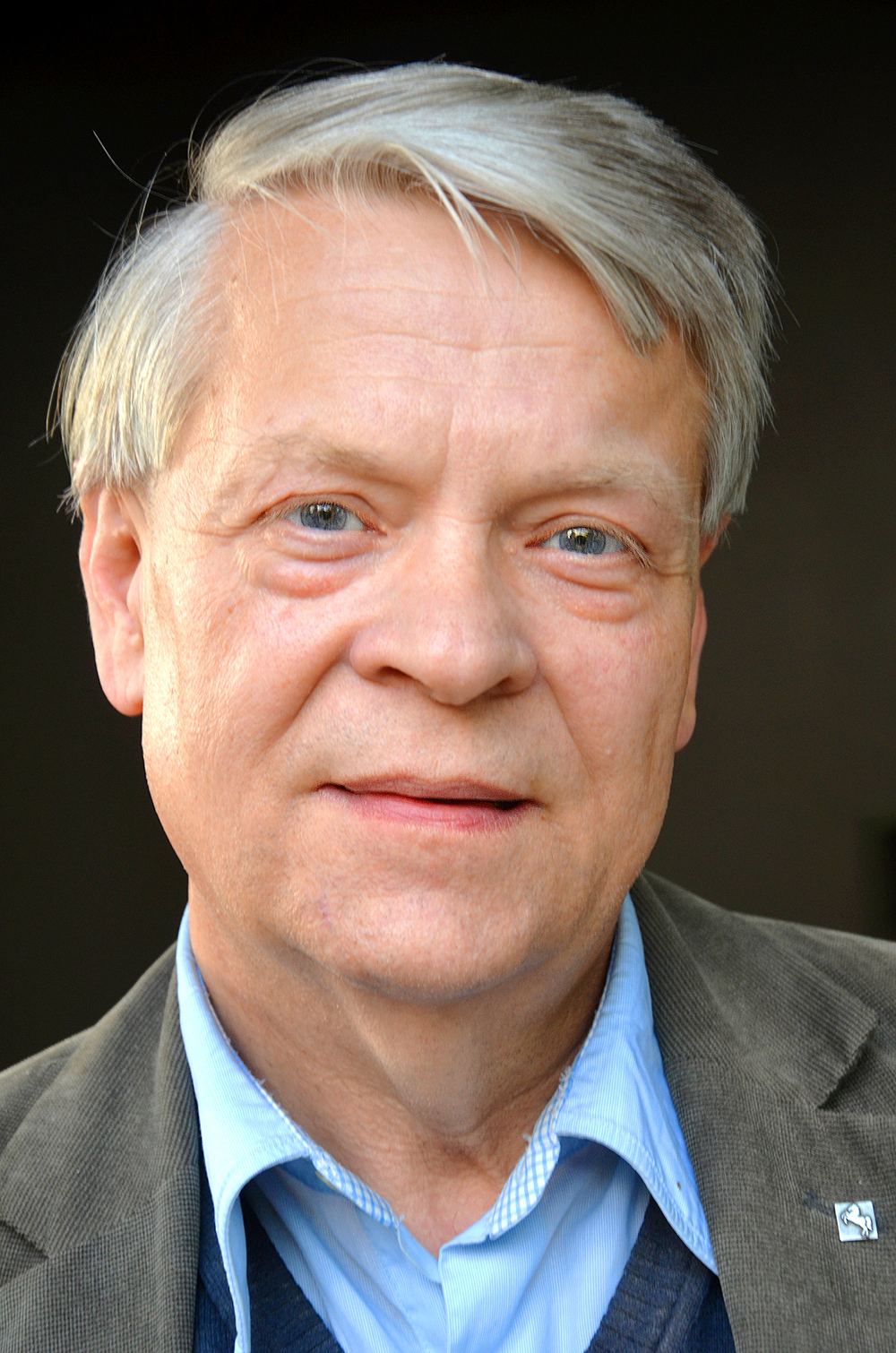
Friedrich Winterhager, 2016

Friedrich Christian Winterhager (* 21. Februar 1953 in Berlin; † 25. Januar 2024 in Salzgitter) war ein deutscher Universitätsarchivar und historischer Sachbuchautor.

## Leben
Winterhager wuchs in West-Berlin auf. Zeitweise lebte er als Kind auch in Ewersbach bei Dillenburg. Er war der Sohn des evangelischen Theologen Jürgen W. Winterhager. Sein Vater war um 1935 ein Mitarbeiter des Theologen Dietrich Bonhoeffer gewesen, der damals in London tätig war.
Er absolvierte das Evangelische Gymnasium zum Grauen Kloster in Berlin und studierte Latein und Geschichte an der Freien Universität Berlin, an der Universität Würzburg und wieder Berlin. 1977 folgte das Erste Staatsexamen in Berlin. Das Referendariat durchlief er in Oldenburg und beendete es dort mit dem 2. Staatsexamen. An der FU Berlin wurde er 1979 zum Dr. phil. promoviert. Von 1979 bis 1983 war er Studienassessor bzw. Studienrat in einem niedersächsischen Gymnasium in der Grafschaft Bentheim. Von 1983 bis 2004 war er Referent am Niedersächsischen Landesinstitut für Lehrerfortbildung in Hildesheim; von 2004 bis 2005 hatte er die gleiche Aufgabe am Niedersächsischen Landesamt für Schulentwicklung und Bildung in Hildesheim. Seit 2005 war er – mit einer Zusatzausbildung – Projektbeauftragter (Universitätsarchiv) in der Universität Hildesheim. Er war Oberstudienrat an einem Gymnasium.
Winterhager war als Lektor für den MatrixMedia Verlag in Göttingen tätig und sah für diesen Bücher über norddeutsche und britische Themen durch. In den Jahren von 1999 bis 2001 war er Lehrbeauftragter an der Universität Hildesheim im Fach Kirchengeschichte. Im Jahr 2004 war er Vorsitzender bei 1. Staatsexamens-Prüfungen für das berufsbildende Schulwesen in Osnabrück.
Winterhager war in der Jungen Union Niedersachsen ehrenamtlich als Kreisvorsitzender tätig. Er war stellvertretender Kreisvorsitzender der CDA Hildesheim. Im Verband der Geschichtslehrer, Landesverband Niedersachsen, war er Schriftführer.
Er verstarb am 25. Januar 2024 nach schwerer Krankheit in Salzgitter.

## Publikationen
- Der Bauernkrieg von 1525 in der historischen Literatur. Positionen der Forschung vom Vormärz bis heute. Diss. phil. Berlin F.U. 1979.
- Bauernkriegsforschung.,  Wissenschaftliche Buchgesellschaft, Darmstadt, 1981 (= Erträge der Forschung Bd. 157), ISBN 978-3-534-07246-0
- Wilhelm Zimmermann. Ein schwäbischer Pfarrer als Historiker des Bauernkrieges., Königshausen & Neumann, Würzburg 1986, ISBN 978-3-88479-246-9
- Louise Ebert. Von der niedersächsischen Häuslerkate zum Präsidentenpalais in Berlin.,  Academia Verlag, St. Augustin 1995, ISBN 978-3-88345-589-1
- Günther Gereke. Ein Minister im Spannungsfeld des Kalten Krieges.Ludwigsfelder Verlags-Haus, Ludwigsfelde, 2002, 2. Auflage, 2003, ISBN 978-3-933022-16-5
- Lateinunterricht für Nonnen im Kloster Ebstorf um 1490 unter dem Einfluß der Bursfelder Reformbewegung. In: Medizinhistorische Mitteilungen. Zeitschrift für Wissenschaftsgeschichte und Fachprosaforschung. Band 34, 2015, S. 79–85.
- Kontroversen seit 80 Jahren: Der Reichstagsbrand vom 27.2.1933. In: Christ und Sozialist / Christin und Sozialistin. CuS, 66. Jhg. (2013), H. 2–3, S. 31–36 Heft online (pdf).